# 在家眾
在佛教中，在家眾，又稱在家僧伽（“僧伽”爲梵語集眾的意思）、居士、信士、善男信女等，一般以“居士”统称，指過著世俗家庭生活且自營生計的佛教徒，相對詞為以僧侶為主的出家眾。在家眾依性別，又分男在家眾優婆塞與女在家眾優婆夷。如以佛教受戒儀式來分別，皈依佛教且受持三皈五戒的非僧侶佛教徒才稱在家眾；不過，近現代後，受菩薩戒在家居士、或完全沒有受戒佛教徒、甚至包含信仰佛教的多教徒，也亦都可稱為在家眾，而受戒者也可冠以“持戒”二字，如“持戒優婆塞”義爲受三皈五戒之男在家眾。

## 中文世界情況

### 台灣
以臺灣為例，根據在台成立的中國佛教會於1989年的統計，臺灣共有受戒的485,600在家眾，遠高於8,905位僧尼。90年代數據顯示，台灣佛教徒約476萬人，占全台總人數22.7%。通過這些短期出家、受八關齋戒，或禪修共修的人數可以得知，在家眾象徵的「居士佛教」逐漸興盛，甚至於超越了傳統以出家眾為主體的「僧團佛教」。

### 大陸
根據北京中國佛教協會統計，1994年中國大陸佛教徒約1億人，占全國總人口8.3%。

### 其他國家或地區
- 新加坡：有文章指出，新加坡佛教寺院有200多座，居士团体有10个左右，信仰南传、汉传、藏传佛教皆有。[1]

## 优婆塞
優婆塞（upāsaka），又譯烏婆塞、伊蒲塞、優婆婆柯、鄔波索迦，意譯清信士、近事男、近善男、善宿男、善男、信男、信士，指业已皈依佛法僧三寶在家男性佛教信徒，如能遵守在家五戒（不殺生、不偷盜、不邪淫、不妄語、不飲酒），稱持戒優婆塞，为四众或七众之一。在中国常称为居士。
釋迦牟尼佛的弟子耶舍之父為首位優婆塞。

### 音義
《希麟音义》五曰：“乌波塞迦，旧云优婆塞，新云邬波索迦。邬波，此云近。迦，此云事。索，即男声也。即近事男也。谓亲近承事三宝者故云。”。《玄应音义》二十一曰：“邬波索迦，或言优波娑迦，近侍也，言优婆塞者，讹也。此云近善男，亦云近宿男，谓近三宝而住宿也，或言清信士、善宿男者，义译也。”

## 优婆夷
優婆夷（Upāsikā），又譯優婆私柯、优婆斯、优波赐迦、邬婆斯迦、邬波斯迦、优波赐迦，中譯為女居士、居士女、清淨女、清信女、近善女、近事女、近宿女、信女等，即親近三寶、接受三归、施行善法的在家女子，為在家二众、四眾，或七眾之一。如能受持五戒（不殺生、不偷盜、不邪淫、不妄語、不飲酒），稱持戒優婆夷。
《巴利律藏大品》（Mahā-vagga），谓优婆夷始於智度耶舍之母，耶舍的母親皈依佛陀，成為佛教史上第一位優婆夷。《华严疏》六十二曰：“亲近比丘尼而承事故。”，即在俗之信女。

## 引用和注释
1. ↑  . 菩提树下.   [2022-10-28]. （原始内容存档于2018-08-21）.
2. ↑  《西域记》九曰：“邬波索迦，唐言近事男，旧曰伊蒲塞，又曰优波塞，皆讹也。”
3. ↑  
《法蘊論》：「齊何名曰鄔波索迦？謂：諸在家白衣男子，男根成就，歸佛、法、僧，起殷淨心，發誠諦語，自稱：我是鄔波索迦，願尊憶持，慈悲護念，齊是名曰鄔波索迦。此何名為能學一分？謂：前所說鄔波索迦，歸佛、法、僧，發誠言已，唯能離殺，不離餘四，如是名為能學一分。復何名為能學少分？謂：……能離殺、盜，不離餘三，如是名為能學少分。復何名為能學多分？謂：……離殺、盜、婬，不離餘二，如是名為能學多分。復何名為能學滿分？謂：……具能離五，如是名為能學滿分。」

分别说部《舍利弗阿毘曇論》：「齊幾名為優婆塞？若人諸根男相具足，心無錯亂，不為苦所逼，欲作優婆塞，向尊上心，向彼為主，依於捨彼，喜樂彼，……即說三語，口受三教，歸依佛，歸依法，歸依僧，受此三語已，即名優婆塞。……齊幾為持戒優婆塞？若優婆塞，於此五戒中，常持戒，護行、近行，不缺行、不亂行、不濁行、不雜行，隨順戒行，齊是名持戒優婆塞。」
4. ↑  玄应音义二十一曰：“邬波斯迦，或言优波赐迦，此云近善女，言优婆夷者，讹也。”
5. ↑  慧琳音义十三曰：“邬波斯迦，唐言近善女，或言近事女。”